# Cimbora (gyermeklap, 1994–)
A Cimbora 1994-től Sepsiszentgyörgyön megjelenő gyermeklap. Alcíme: Szórakoztató irodalmi, kulturális folyóirat – Kíváncsi diákok lapja.
Főszerkesztők: Forró László (1994–1999), Szántai János (1999–2001), Farkas Kinga (2002–).
Szerkesztő: Szonda Szabolcs költő, műfordító; 
Munkatársak: Béres Károly, Bogdán László, Csillag István, Forrai Tibor, Keszeg Vilmos, Keszeg Ágnes, Kónya Éva, Köllő Zsolt, Vetró Bodoni Barnabás, Szántai János költő, Zsigmond Győző.
A folyóirat legfontosabb rovata a Cimbirodalom: ebben kortárs magyar írók, költők gyerek- és ifjúsági irodalmi alkotásai olvashatók (többek közt Fekete Vince, Ferenczes István, Jánk Károly, Kiss Ottó, Kovács András Ferenc, Kukorelly Endre, Lackfi János, László Noémi, Lövétei Lázár László, Molnár Vilmos, Szabó Róbert Csaba tollából), versek, elbeszélések, meseszerű történetek, meseregények, műfordítások.